# پتر روله
پتر روله (آلمانی: Peter Röhle؛ زادهٔ ۶ مارس ۱۹۵۷) بازیکن واترپلو اهل آلمان بود.